# 무어스아일랜드

무어스아일랜드

무어스아일랜드(영어: Moore's Island)는 바하마의 구로 아바코 제도에 위치한다.
무어스아일랜드는 아바코 본섬에서 서쪽으로 45km 떨어진 곳에 있는 암초이다. 길이는 약 7마일(11km)이고 폭은 3.5마일(5.6km)이다. 두 개의 정착지가 있는데 수도인 하드바겐(Hard Bargain)이고 다른 정착지는 바이트(Bight)이다. 인구는 950명으로 보고되었다.
샌디포인트(Sandy Point)에서 보트를 타고 무어스아일랜드에 도착하려면 고다케이(Gorda Cay→Castaway Cay)를 통과해야 한다. 롱록(Long Rock)은 내륙 통행이 너무 위험하기 때문에 깊은 바다에서 연안에 머물면서 양쪽으로 통과할 수 있다. 그 다음에 등대가 있는 남쪽 채널케이(Channel Cay→Stake Cay)를 통과한다. 채널케이를 통과한 후 하드바겐을 찾기 위해 무어스아일랜드의 북쪽 끝으로 6피트(1.8m) 직접 접근한다.
올림픽 금메달리스트 스티븐 가디너는 무어스 아일랜드 전연령 학교에 다녔다. 그는 앤서니 윌리엄스(Anthony Williams) 목사가 지도하는 Exterminators Track and Field Club의 일원이었다. 펜 아메리칸 게임스와 월드 챔피언십에서 뛰었던 엘로이 맥브라이드(Elroy McBride)도 이곳에서 훈련했다.